# Jules Adam
Jules Adam (Sprimont, 2 april 1895 - Jemelle, 13 april 1955) was een Belgisch senator en burgemeester.

## Levensloop
Adam was van beroep steenhouwer in de steengroeve van Anthisnes, een beroep dat ook zijn vader had uitgeoefend. In 1930 vestigde hij zich in Jemelle, waar hij aan de slag ging als marmerbewerker.
Hij militeerde binnen de socialistische afdeling van het kanton Ciney. In 1932 werd hij verkozen in de gemeenteraad van Jemelle, waar de socialisten erin geslaagd waren om de liberale meerderheid te breken. In maart 1934 werd hij er schepen van Openbare Werken en in januari 1939 werd hij benoemd tot burgemeester.
Tijdens de Tweede Wereldoorlog was hij actief in het verzet en zat hij zeven maanden lang opgesloten in het Fort van Breendonk. Na het einde van de oorlog trad Jules Adam eind 1946 af als burgemeester van Jemelle en werd hij opnieuw schepen van Openbare Werken, ditmaal tot aan zijn dood in april 1955.
In april 1954 werd Adam verkozen tot provinciaal senator voor de provincie Namen. Hij zetelde een jaar lang in de Senaat en was er lid van de commissie Buitenlandse Handel en Middenstand. Tijdens zijn korte aanwezigheid in het parlement, waar zijn dood een einde aan maakte, lag hij aan de basis van de oprichting van een technische school in Jemelle. De opening daarvan vond echter plaats vijf maanden na zijn dood.